# ハイデア (小惑星)
ハイデア (368 Haidea) は小惑星帯に位置するやや大きな小惑星である。フランスの天文学者、オーギュスト・シャルロワがニース天文台で発見した。
Lutz D. Schmadel の "Dictionary of minor planet names" では、名前の由来は不明とされている。